# Affaire Tine Nys
L'affaire Tine Nys est une affaire judiciaire concernant l'euthanasie en 2010 d'une femme belge de 38 ans, en raison de « souffrances psychiques insupportables ». Tine Nys, qui a fait plusieurs tentatives de suicide, a été diagnostiquée comme autiste peu de temps avant sa mort. 
Une longue bataille judiciaire oppose la famille Nys aux médecins qui ont autorisé et exécuté cette euthanasie, entraînant des remises en cause de la loi belge, et questionnant la légitimité des demandes d'euthanasie pour souffrances psychiques.

## Contexte
À l'époque de cette affaire, la Belgique et les Pays-Bas sont les deux seuls pays à autoriser légalement l'euthanasie pour « souffrances psychiques insupportables ». Les trois causes médicales les plus souvent rencontrées dans ce cas sont les troubles de la personnalité, la dépression et le syndrome d'Asperger (terme désormais obsolète, qui désigne un autisme sans déficience intellectuelle).
La question de savoir si l'autisme peut être un motif d'euthanasie constitue un débat social et médical important dans ces deux pays,.

## Déroulement
Le 22 décembre 2009, Tine Nys, une femme belge de 38 ans qui a des antécédents dans la prostitution, a fait plusieurs tentatives de suicide, et reçu un premier diagnostic de trouble de la personnalité limite (borderline) qu'elle n'a pas accepté,, rencontre pour la première fois un médecin et requiert l'euthanasie. Elle reçoit un diagnostic de syndrome d'Asperger (autisme) deux mois avant sa mort, de la part de médecins informés de sa procédure de demande d'euthanasie. 
Le Dr Joris Van Hove lui administre l'injection mortelle le 27 avril 2010, pour cause de souffrances psychiques,. 
Une première plainte de la famille de Tine Nys est déboutée en 2016, mais cette famille fait appel de la décision. Elle porte ensuite plainte contre les trois médecins qui ont examiné la demande d'euthanasie, pour empoisonnement, arguant que cette demande d'euthanasie n'aurait pas dû être accordée. C'est la première fois que des médecins doivent répondre de tels faits depuis l'entrée en vigueur de la loi belge sur l'euthanasie en 2002.
Cela conduit la chambre des mises en accusation de Gand à renvoyer les trois médecins impliqués devant la cour d'assises de Gand pour empoisonnement fin 2018. La mère de Tine Nys n'assiste pas à ce procès en raison de problèmes cardiaques. Des enregistrements secrets de la famille Nys sont diffusés pendant le procès. L'indépendance du président de la commission de contrôle de l'euthanasie est mise en doute. La cour d'assises acquitte les trois médecins dans la nuit du 30 au 31 janvier 2020. La partie civile, constituée par des membres de la famille de Tine Nys, introduit un pourvoi en cassation.
Par ailleurs, l'orientation homosexuelle, l'alcoolisme et le passif judiciaire d'un des médecins accusés sont révélés dans la presse belge. La Cour de cassation rend son jugement en septembre 2020, concluant qu'un nouveau procès du Dr Van Hove est nécessaire. Il pourrait déboucher sur le versement de dommages-intérêts à la famille plaignante. 
Le 12 octobre 2021, le tribunal correctionnel de Termonde ne se prononce pas, et pose deux questions préjudicielles à la Cour constitutionnelle concernant l'interprétation de la loi belge sur l'euthanasie,,.

## Prises de positions
Pour Jacqueline Herremans, présidente de l'Association pour le droit de mourir dans la dignité, « cette affaire [ne vise pas à] défendre une application correcte de la loi du 28 mai 2002 relative à l'euthanasie. Bien au contraire. Il s'agit bel et bien d'une attaque de la loi relative à l'euthanasie »
.
Janis Schaerlaeken, une femme autiste médecin avec expérience en milieu psychiatrique, questionne la notion de « souffrance psychique incurable » appliquée à l'autisme, et estime que la souffrance de Tine Nys était probablement due à un manque d'inclusion et de soutien, et non à son autisme en lui-même ; l'association française CLE Autistes conclut que « les demandes d’euthanasie pourraient être fortement limitées grâce à des mesures concrètes de lutte contre la discrimination et la psychophobie ».

## Impact sociétal
Le journaliste belge Marc Metdepenningen qualifie l'affaire de « procès du principe même de l'euthanasie », soulignant que les avocats de la défense ont noté la présence de représentants de l'Église parmi la partie civile plaignante. 
Maître Walter Van Steenbrugge, l'avocat du médecin qui a exécute l’euthanasie de Tine Nys, a accusé le supérieur-général des Frères de la Charité, René Stockman, d’avoir orchestré le procès aux Assises, mais sans en apporter la preuve. 
D'après Benoit Lannoo, historien de l’Église, la question fondamentale posée par l'affaire Tine Nys est de savoir « mesurer qu’une souffrance psychique est « constante et insupportable », voir que plus aucune thérapie n’est envisageable ».